# Salamandrinae
Salamandrinae – podrodzina płazów ogoniastych z rodziny salamandrowatych (Salamandridae).

## Zasięg występowania
Podrodzina obejmuje rodzaje występujące w środkowej i południowej Europie, północno-zachodniej Afryce i zachodniej Azji.

## Systematyka

### Podział systematyczny
Do podrodziny należą następujące rodzaje:
- Chioglossa Bocage, 1864 – jedynym przedstawicielem jest Chioglossa lusitanica Bocage, 1864 – salamandra luzytańska[18]
- Lyciasalamandra Veith & Steinfartz, 2004
- Mertensiella Wolterstorff, 1925
- Salamandra Garsault, 1764